# ظهار
ظِهار در فقه اسلامی نوعی جدایی در رابطهٔ زناشویی است که مقررات آن در چهار آیهٔ نخست سوره مجادله آمده‌است. ظهار وقتی به وقوع می‌پیوندد که مرد همسر خود را به پشتِ (ظَهرِ) زنی که بر او محرم و حرام ابدی است، مثل مادر یا خواهر یا دخترش، تشبیه کند. یعنی مثلاً به همسرش بگوید: «تو برای من مثل پشت مادرم هستی.» در فرهنگ اعراب پیش از اسلام این کار موجب طلاق و ممنوعیت ابدی ازدواج می‌شده اما در مقررات اسلامی هرچند حرام و گناه است اما آثاری حقوقی به همراه دارد از جمله این‌که باعث می‌شود تا آمیزش جنسی بین زوجین ممنوع شود مگر اینکه شوهر از ظهار رجوع کرده و کفارهٔ ظهار را بپردازد.

## ادلهه شرعی
اعراب در دوران پیش از اسلام ظهار را نوعی از طلاق می‌دانستند که باعث حرمت ابدی ازدواج مجدد زن و شوهرِ ظاهر و مظهور می‌شد. آیات ۱ تا ۴ سورهٔ مجادله مقررات مربوط به ظهار را تغییر دادند. این آیات مربوط به زمانی می‌شوند که اوس بن ثابت یکی از انصار (اهالی مسلمان مدینه) زنش، خوله دختر ثعلبه، را ظهار کرد و بعد زنش به محمد، پیامبر اسلام، شکایت برد. در عباراتی که محمد خواند تصریح شد که ظهار عملی ناپسند است و باعث این نمی‌شود که همسر شخص مادر او شود، اما همانند گذشته نزدیکی با همسر حرام است تا زمانی که کفاره پرداخته شود.
در آیات ۱ تا ۴ سورهٔ مجادله آماده‌است:
خداوند سخن زنی را که دربارهٔ شوهرش به تو مراجعه کرده بود و به خداوند شکایت می‌کرد شنید. خداوند گفتگوی شما را با هم می‌شنید و خداوند شنوا و بیناست. (۱) کسانی که از شما نسبت به همسرانشان ظهار می‌کنند. آنان هرگز مادرانشان نیستند، مادرانشان تنها کسانیند که آنها را به دنیا آورده‌اند. آنها سخنی زشت و باطل می‌گویند، و خداوند بخشنده و آمرزنده است. (۲) کسانی که همسران خود را ظهار می‌کنند، سپس از گفتهٔ خود بازمی‌گردند، باید پیش از آمیزش جنسی با هم، برده‌ای را آزاد کنند، این دستوریست که به آن اندرز داده می‌شوید، و خداوند به آنچه انجام می‌دهید آگاه است. (۳) و کسی که توانایی نداشته باشد، دو ماه پیاپی قبل از آمیزش روزه بگیرد و کسی که این را هم نتواند، شصت مسکین را اطعام کند. این برای آن است که به خدا و رسولش ایمان بیاورید. اینها مرزهای الهی است؛ و کسانی که با آن مخالفت کنند، عذاب دردناکی دارند (۴)

## شرایط ظهار
ظهار همانند طلاق باید در حضور دو شاهد عادل انجام شود و زن در «طهر غیر مواقعه» باشد، یعنی در وضعیت قاعدگی نباشد و از زمان پاکی پس از قاعدگی با شوهرش آمیزش جنسی نکرده باشد.
مشهور مسلمانان معتقدند که فقط مرد امکان ظهار را دارد ولی احمد بن حنبل پیشوای مذهب حنبلی معتقد است ظهار زن نیز معتبر است و او هم باید کفاره بدهد.
همچنین برخی معتقدند علاوه بر آمیزش جنسی، پیش‌نوازش و نگاه شهوت‌آمیز به همسر نیز پس از ظهار و قبل از پرداخت کفاره ممنوع است.
برخی از فقهای شیعه مانند شیخ طوسی در الخلاف و المبسوط، ابن حمزه در الوسیله و ابن براج در المهذب گفته‌اند که ظهار علاوه بر پشت با تشبیه همسر به دیگر اعضای بدن مادر (و محارم دیگر) مثلاً دست یا مو هم واقع می‌شود.
پس از ظهار زن حق شکایت به حاکم را دارد و حاکم نیز سه ماه به شوهر مهلت می‌دهد تا یا از ظهار رجوع کند یا زنش را طلاق بدهد و در صورت خودداری از این کار پس از سه ماه او را به یکی از این راه ها مجبور خواهد کرد.
در مورد امکان ظهار زوجهٔ موقت و کنیز ملکی اختلاف نظر است. همچنین در اینکه آیا زنی که مرد تاکنون با او آمیزش نداشته را می‌توان ظهار کرد، نیز تردید است؛ و نیز در مورد امکان اشتراط و تعلیق ظهار مثلاً «اگر این کار را انجام دهی مثل پشت مادر من هستی» یا مدت‌دار کردن آن مثلاً «تو برای یک ماه مثل پشت مادرم هستی» هم اختلاف نظر است.

## کفارهٔ ظهار
کفارهٔ ظهار در آیات سه و چهار سورهٔ مجادله آمده و یکی از موارد زیر است: آزاد نمودن یک نفر برده، اگر نتوانست دو ماه روزه پشت سر هم بگیرد، و اگر این را هم نتوانست، باید به شصت نفر مستمند غذا بدهد. در این که اگر هیچ‌یک‌از کفاره‌ها را نتوانست بدهد چه اتفاقی می‌افتد اختلاف نظر است. ابن ادریس از فقهای شیعه گفته در این صورت استغفار کافی‌ست و محقق حلی هم این نظر را درست‌تر دانسته‌است.
همچنین برخی معتقدند در صورتی که مرد پس از ظهار پیش از پرداخت کفاره با همسرش بیآمیزد باید دو کفاره بدهد.